# سوفي طومسون
سوفي طومسون (بالإنجليزية: Sophie Thompson)‏ (و. 1962 – م)؛ ممثلة، من المملكة المتحدة، ولدت في لندن.

## التعليم
تعلمت في مدرسة بريستول أولد فيك المسرحية.

## جوائز
حصلت على جوائز منها:
- جائزة لورنس أوليفيه.

## وصلات خارجية
- سوفي طومسون على موقع IMDb (الإنجليزية)
- سوفي طومسون على موقع روتن توميتوز (الإنجليزية)
- سوفي طومسون على موقع ألو سيني (الفرنسية)
- سوفي طومسون على موقع ميوزك برينز (الإنجليزية)
- سوفي طومسون على موقع أول موفي (الإنجليزية)
- سوفي طومسون على موقع قاعدة بيانات الأفلام السويدية (السويدية)
- سوفي طومسون على موقع ديسكوغز (الإنجليزية)
- سوفي طومسون على موقع قاعدة بيانات الفيلم (الإنجليزية)
- سوفي طومسون على موقع كينوبويسك (الروسية)